# Подстановка
В математике и информатике подстано́вка — это операция синтаксической замены подтермов данного терма другими термами, согласно определённым правилам. Обычно речь идёт о подстановке терма вместо переменной.

## Определения и обозначения
Для подстановки не существует универсальной, согласованной нотации, равно как и стандартного определения. Понятие подстановки варьируется не только в рамках разделов, но и на уровне отдельных публикаций. В целом, можно выделить контекстную подстановку и подстановку «вместо». В первом случае место в терме, где происходит замена, задаётся контекстом, то есть частью терма, «окружающего» это место. В частности, такое понятие подстановки используется в переписывании. Второй вариант более распространён. В этом случае подстановка обычно задаётся некоторой функцией {\displaystyle \sigma :X\to T} из множества переменных в множество термов. Для обозначения действия подстановки, как правило, используют постфиксную нотацию. Например, {\displaystyle t\sigma } означает результат действия подстановки {\displaystyle \sigma } на терм {\displaystyle t}.
В подавляющем большинстве случаев требуется, чтобы подстановка имела конечный носитель, то есть чтобы множество {\displaystyle \{x\mid x\neq \sigma x\}} было конечным. В таком случае её можно задать простым перечислением пар «переменная-значение». Поскольку каждую такую подстановку можно свести к последовательности подстановок, замещающих всего по одной переменной каждая, не ограничивая общности, можно считать, что подстановка задаётся одной парой «переменная-значение», что обычно и делается.
Последнее определение подстановки является, видимо, самым типичным и часто используемым. Однако и для него не существует единой общепринятой нотации. Наиболее часто для обозначения подстановки a вместо x в t используется запись t[a/x], t[x:=a] или t[x←a].

## Подстановка переменной вλ-исчислении
В λ-исчислении подстановка определяется структурной индукцией. Для произвольных объектов {\displaystyle P}, {\displaystyle Q} и произвольной переменной {\displaystyle x} результат замещения произвольного свободного вхождения {\displaystyle x} в {\displaystyle Q} считается подстановкой и определяется индукцией по построению {\displaystyle Q}:
(i) базис: {\displaystyle Q\equiv x}: объект {\displaystyle Q} совпадает с переменной {\displaystyle x}. Тогда {\displaystyle [P/x]x\equiv P};
(ii) базис: {\displaystyle Q\equiv c}: объект {\displaystyle Q} совпадает с константой {\displaystyle c}. Тогда {\displaystyle [P/x]c\equiv c} для произвольных атомарных {\displaystyle c\not \equiv x};
(iii) шаг: {\displaystyle Q\equiv (Q_{1}\,Q_{2})}: объект {\displaystyle Q} неатомарный и имеет вид аппликации {\displaystyle (Q_{1}\,Q_{2})}. Тогда {\displaystyle [P/x](Q_{1}\,Q_{2})\equiv ([P/x]Q_{1})([P/x]Q_{2})};
(iv) шаг: {\displaystyle Q\equiv \lambda x.M}: объект {\displaystyle Q} неатомарный и является {\displaystyle x}-абстракцией {\displaystyle \lambda x.M}. Тогда [{\displaystyle P/x](\lambda x.M)\equiv \lambda x.M};
(v) шаг: {\displaystyle Q\equiv \lambda y.M}: объект {\displaystyle Q} неатомарный и является {\displaystyle y}-абстракцией {\displaystyle \lambda y.M}, причем {\displaystyle y\not \equiv x}. Тогда:
{\displaystyle [P/x](\lambda y.M)\equiv (\lambda y.[P/x]M)} для {\displaystyle y\not \equiv x} и {\displaystyle y\notin P} или {\displaystyle x\notin M};
{\displaystyle (\lambda z.[P/x][z/y]M)} для {\displaystyle y\not \equiv x} и {\displaystyle y\in P} и {\displaystyle x\in M}.